# شجاعت ظاهری (ترانه)
«شجاعت ظاهری» (به انگلیسی: Bravado) ترانه‌ای از خواننده نیوزلندی، لرد است که در اصل در اولین ای‌پی خود به نام ایی‌پی باشگاه عشق گنجانده شده‌است. این ترانه بعداً در ای‌پی زمین تنیس و نسخه تمدید شده اولین آلبوم استودیویی خود به نام قهرمان محض (۲۰۱۳) نمایش داده شد. این ترانه توسط لرد و جوئل لیتل نوشته و توسط لیتل تهیه شده‌است. این ترانه در ۶ سپتامبر ۲۰۱۳ به صورت تک‌آهنگ از طریق آی‌تیونز استور در تعدادی از کشورهای اروپایی و هند منتشر شد. «شجاعت ظاهری» به عنوان یک ترانه الکتروپاپ و چمبر پاپ به ماهیت درون‌گرای لرد و نیاز به اعتماد به نفس در صنعت موسیقی پرداخته‌است. این ترانه با استقبال خوبی از سوی منتقدین موسیقی روبرو شد و به رتبه ۵ در جدول هنرمندان نیوزلند رسید.